# Dave Sharpe
Dave Sharpe (2 de febrero de 1910 – 30 de marzo de 1980) fue un actor y especialista cinematográfico estadounidense.
Fue llamado el "Crown Prince of Daredevils (Príncipe Coronado de los Temerarios)" y es, junto a Yakima Canutt, uno de los más importantes especialistas de Hollywood de todos los tiempos. Intervino en un total de más de 5.000 filmes a lo largo de seis décadas, aunque en la mayor parte de las ocasiones no apareciese en los títulos de crédito.

## Biografía
Su nombre completo era David Hardin Sharpe, y nació en San Luis (Misuri). 
Sharpe ganó el Campeonato Nacional de Tumbling en 1925 y 1926. Empezó su carrera artística como actor infantil en la década de 1920.  Finalmente llegó a ser el coordinador de escenas de acción de Republic Pictures desde 1939 hasta mediados de 1942, época en la que los Estados Unidos entró en la Segunda Guerra Mundial. Fue reemplazado en el puesto por Tom Steele, uniéndose Sharpe al Cuerpo Aéreo del Ejército de los Estados Unidos en 1943. 
Sharpe fue incluido en el Stuntman's Hall of Fame en 1980.
Durante un tiempo, a finales de la década de 1930, estuvo casado con la actriz cinematográfica Gertrude Messinger.
Dave Sharpe falleció en 1980 en Altadena, California, a causa de una esclerosis lateral amiotrófica. Sus restos fueron incinerados, y las cenizas entregadas a sus allegados.